# Argenton-Château
Argenton-Château – miejscowość i gmina we Francji, w regionie Nowa Akwitania, w departamencie Deux-Sèvres.
Według danych na rok 1990 gminę zamieszkiwało 1078 osób, a gęstość zaludnienia wynosiła 1027 osób/km² (wśród 1467 gmin regionu Poitou-Charentes Argenton-Château plasuje się na 280. miejscu pod względem liczby ludności, natomiast pod względem powierzchni na miejscu 1144.).